# مارفولو غاونت
شخصية خيالية من شخصيات رواية هاري بوتر. مارفولو جاونت ابن سالازار سليذرين وجد اللورد فولدمورت لأمه يتسم بعرق من الاختلال والعجرفة والاعتقاد الجنوني في فكرة نقاء الدم كما يعرف باهتمامه الزائد ببعض المتاع الذي ورثه عن أجداده عن اللورد سليذرين له ابن وابنة (مورفين غاونت) و(ميروب غاونت).
يظهر بشكل عابر عندما يرى هاري في سنته السادسة ذكريات توم ريدل.
الظهور الأول: الأمير الهجين

## وصلات أخرى
- سالازار سليذرين
- لورد فولدمورت
- مورفين غاونت
- ميروب غاونت